# Zanja Pytá
Zanja Pytá é um município do Paraguai localizado no Departamento de Amambay, distante 16 km da capital do departamento, Pedro Juan Caballero, desmembrada desta cidade em 2012. Fundada em 1872 no auge do Ciclo da Erva-mate que servia como entreposto comercial. Possui uma população de 12.480 habitantes.
O município faz divisa com o distrito ponta-poranense de Sanga Puitã, no Brasil.

## Transporte
O município de Zanja Pytá é servido pela seguinte rodovia:
- A BR-463, que liga Ponta Porã (Mato Grosso do Sul) a Dourados passa na fronteira seca com a localidade de Sanga Puitã.[2]
- Caminho em rípio ligando o município a cidade de Pedro Juan Caballero[3][4][5]